# جزيرة بكنغهام
جزيرة بكنغهام (Buckingham Island) هي أرخبيل القطب الشمالي الكندي جزيرة كندية تقع في الخليج النرويجي في إقليم نونافوت الكندي. تقع الجزيرة جنوب غرب جزيرة غراهام على بعد 50 كـم (31 ميل) شرق جزيرة كورنوال. تبلغ مساحة جزيرة بكنغهام 10 كـم (6.2 ميل)، وتبلغ مساحتها 137 كـم2 (53 ميل2).إنها جزء من جزر الملكة إليزابيث.
أعلى قمة فيهاها تدعى جبل وندسور. سميت الذروة والجزيرة على اسم القصور الملكية. وصف الكابتن إدوارد بلتشر، والذي كان يبحث عن جون فرانكلين في 1852-1854، ما يحيط بالجزيرة:

## روابط خارجية
- جزيرة باكنغهام  في أطلس كندا - توبوراما؛ الموارد الطبيعية كندا